# Pfarrkirche Maria Ponsee

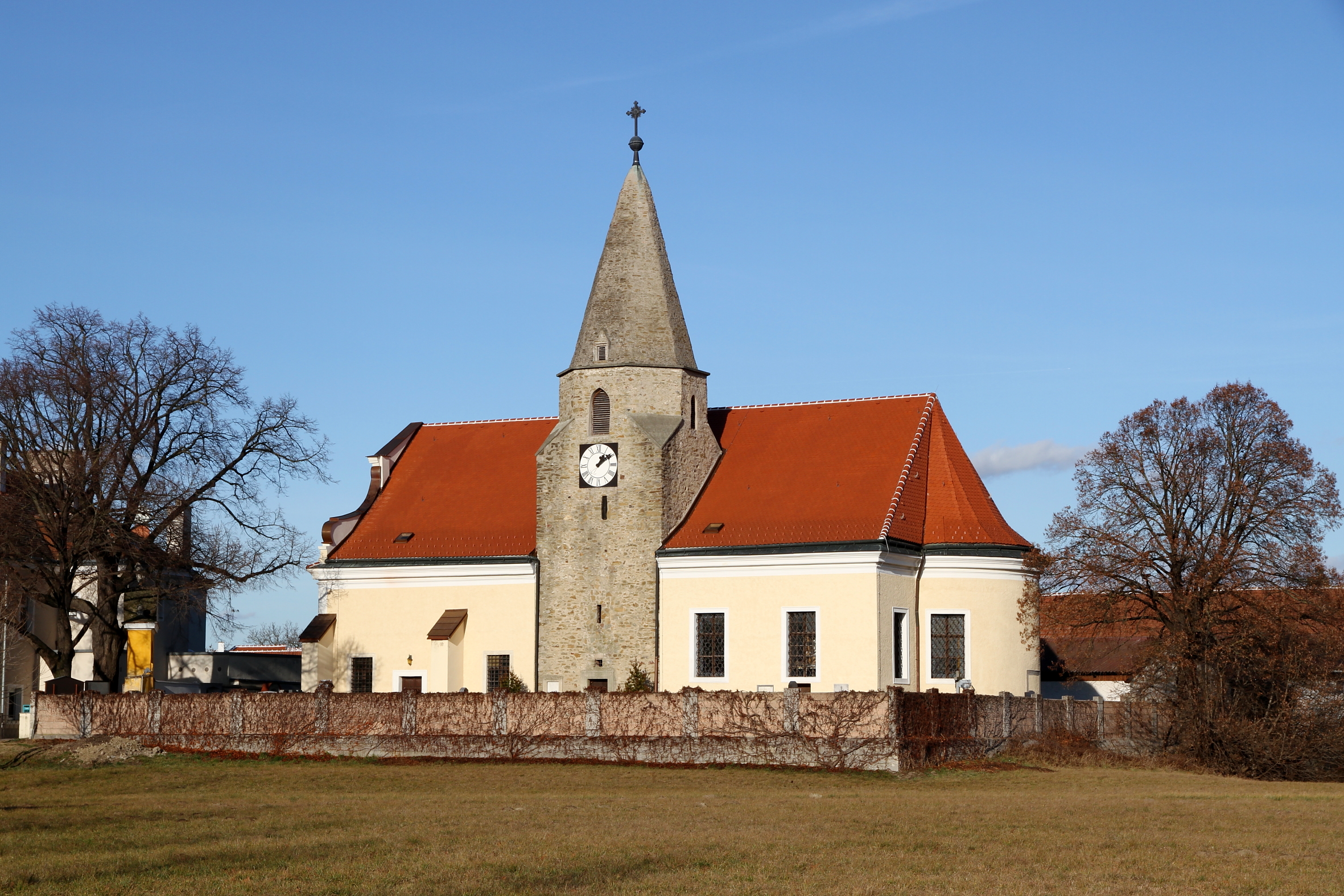
Katholische Pfarr- und Wallfahrtskirche Mariä Geburt in Maria Ponsee

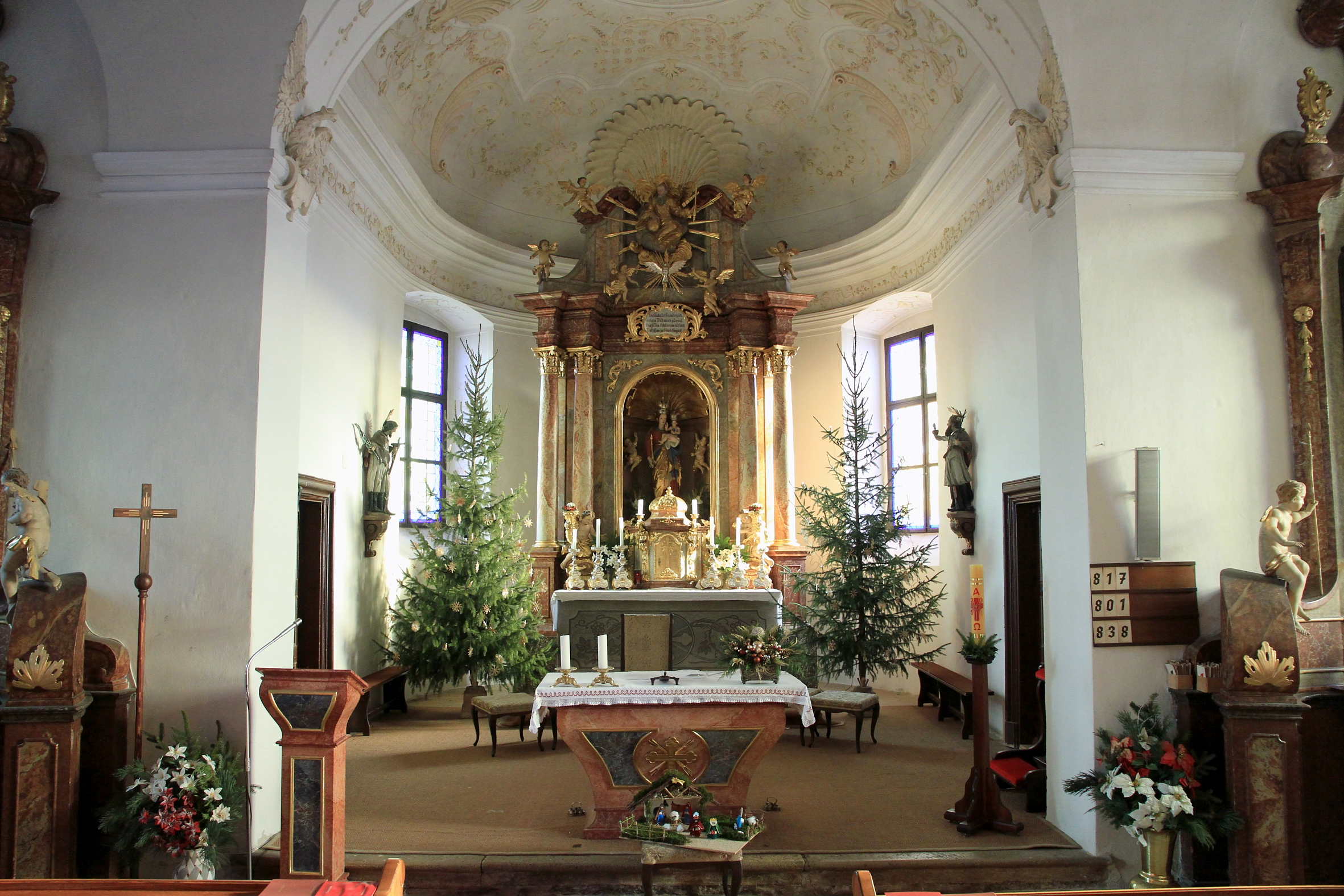
Langhaus, Blick zum Chor

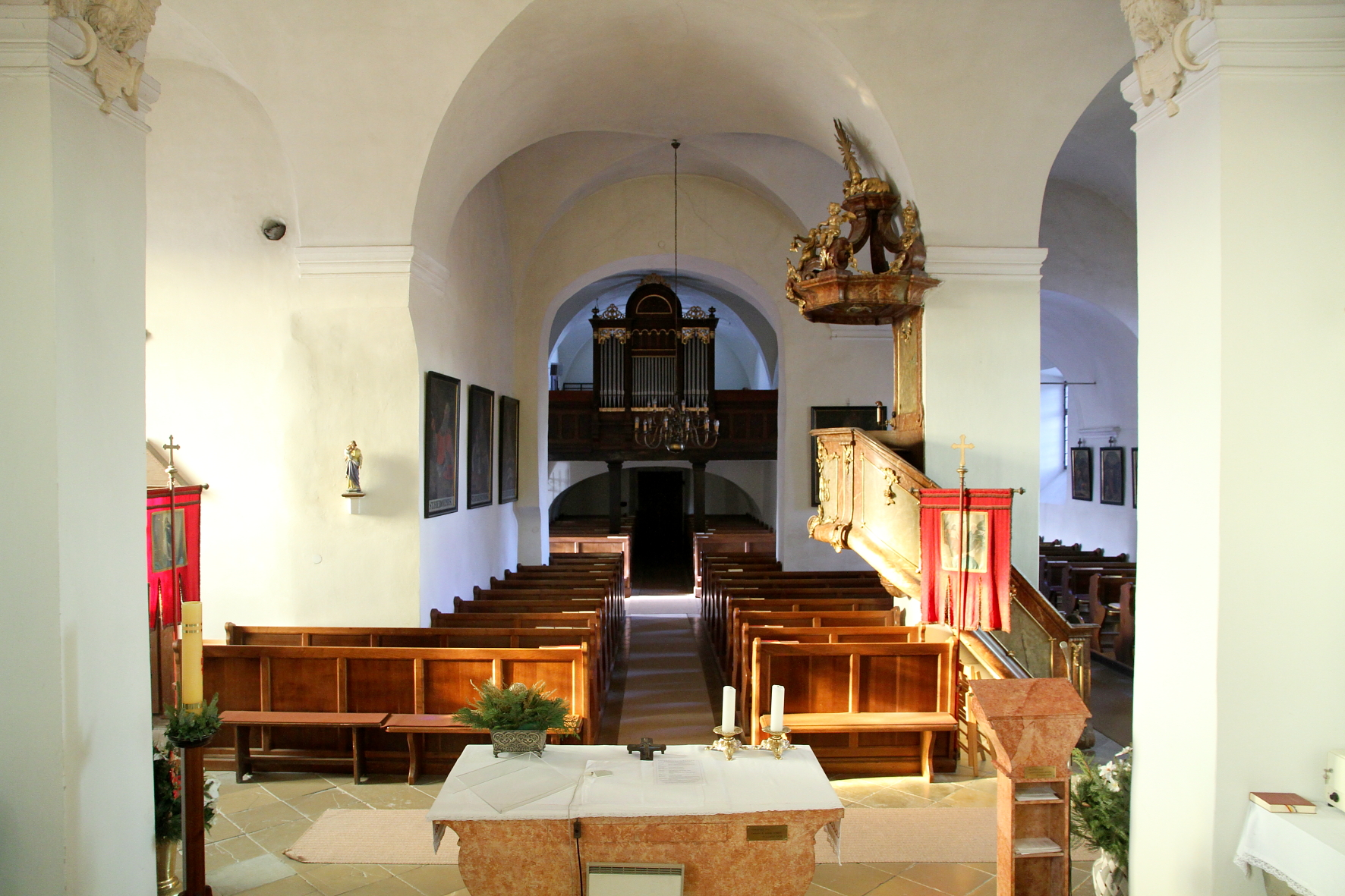
Langhaus, Blick zur Empore

Die römisch-katholische Pfarrkirche Maria Ponsee steht leicht erhöht auf einem Geländerücken in der Ortschaft Maria Ponsee in der Marktgemeinde Zwentendorf an der Donau im Bezirk Tulln in Niederösterreich. Die dem Patrozinium Mariä Geburt unterstellte Pfarr- und Wallfahrtskirche gehört zum Dekanat Tulln in der Diözese St. Pölten. Die Kirche steht unter Denkmalschutz (Listeneintrag).

## Geschichte

### Pfarrgeschichte
Urkundlich wurde im 13. Jahrhundert eine Kirche genannt. Die Pfarre wurde 1329 gegründet und ging 1420 an das Stift Herzogenburg und wurde 1429 eine Filialkirche der Pfarrkirche Zwentendorf. Urkundlich bestand 1544 eine „kleine“ Pfarre und gehörte zur Pfarrkirche Reidling. Seit 1783 selbständige Pfarre und dem Stift Herzogenburg inkorporiert. Zur Blütezeit der Wallfahrt erfolgte von 1716 bis 1721 eine Erweiterung der Kirche unter dem Propst Wilhelm von Schmerling (1709–1721) nach Plänen von Jakob Prandtauer. Eine Renovierung war 1900, eine Restaurierung 1990/1991.

### Baugeschichte
Die romanische Chorquadratkirche mit einer Flachdecke entstand wohl in der zweiten Hälfte des 12. Jahrhunderts, die Längswände und der Ansatz des eingezogenen ehemaligen Chorquadrats sind erhalten. Die Längswände haben lagiges Bruchsteinmauerwerk mit einem Kellenstrich, ursprünglich rau verputzt mit eingedrückter Quaderung, in den östlichen Saalecken ist farblich hervorgehobenes gemaltes und geritztes Kurz- und Langwerk auf geglättem Putz erhalten. Es gibt ein rundbogiges teils verändertes Trichterfenster. Unter Einbeziehung der Chorquadratsüdwand wurde in der ersten Hälfte des 14. Jahrhunderts südlich ein Turm errichtet, das Turmerdgeschoß dient als Sakristei, der ursprüngliche Durchgang zum Chorquadrat ist heute abgemauert.
Um 1550/1560 erfolgte ein Anbau eines etwas niedrigeren südlichen Seitenschiffes, die beiden westlichen Joche sind kreuzgratgewölbt mit angeputzten Graten, das zweite Joch ist durch einen abgefasten spitzbogigen Triumphbogen ausgeschieden und hat ein verzogenes sekundär verwendetes Kreuzrippengewölbe mit Scheibenschlusssteinen, gekehlten Rippen über Hornanläufen um 1400. Weiters erfolgte eine Einwölbung des romanischen Saales. Im Dachboden sind zwei romanische Rundbogenfenster sowie gotische Spitzbogenfenster je mit vegetabiler Sgraffitorahmung um 1520/1530 im Bereich der romanischen Langhauswand sichtbar, diese sind von den Gewölben des südlichen Seitenschiffes überschnitten.
Um 1570/1590 wurde das nördliche Seitenschiff im Norden des romanischen Saales zweijochig mit Kreuzgratgewölben erbaut, die Grate mit profilierten Leisten. Im Dachboden sind ehemalige romanische nachträglich vergrößerte Rundbogenfenster mit schlichter Putzrahmung sichtbar, diese sind von den Gewölben überschnitten.
Von 1716 bis 1721 erfolgte eine barocke Erweiterung wohl unter der Leitung von Jakob Prandtauer: Das romanische Chorquadrat wurde abgebrochen, nördlich wurde das Seitenschiff um zwei Joche erweitert, die zusammen mit den zwei Mittelschiffjochen quasi einen quer gelagerten Einstützenraum mit einem zentralen freien Kanzelpfeiler bilden. Im südlichen Bereich wurde bedingt durch den Turm im dritten Joch lediglich einjochig erweitert. Im Mittelschiffbereich führt ein rundbogiger Triumphbogen in einen breiten einjochigen Chor mit einer Rundapsis unter einem Platzlgewölbe, beidseits des Chores gibt es annähernd quadratische Sakristeien. Durch die Erhöhung der Außenmauern der Seitenschiffe und die Aufpölzung der Mauerbänke entstand ein einheitliches Satteldach über einem umlaufenden Kranzgesims.

## Architektur
Der barockisierte dreischiffige Kirchenbau, entstanden aus einem mehrfach erweiterten romanischen Chorquadratkirche, ist von einem Friedhof umgeben.
Das Langhaus und der rund geschlossene Chor und die in der Mauerflucht des Langhauses bzw. des Turmes liegenden den Chor flankierenden blockhaften Sakristeien haben ein einheitliches Satteldach über einem umlaufenden profilierten Gesims. Die Fassade zeigt barocken Rieselputz und Rechteckfenster mit Faschen um 1716/1721, die älteren Fenster haben profilierte Sohlbänke und Steckgitter. Das Langhaus hat seitlich abgeschrägte Strebepfeiler. Die Westfront zeigt eine schlichte barocke Rahmengliederung und einen volutenflankierten Dreieckgiebel um 1716/1721. Der eingezogene barocke Chor hat eine Rundapsis und ostseitig ein vermauertes Türgewände. Die Sakristeien in den Chorwinkeln haben je zwei große Rechteckfenster mit Wellengittern. Der mächtige den Bau prägende in die Südfront integrierte Turm hat teils lagerhaftes Bruchsteinmauerwerk mit Ausgleichslagen und ist unverputzt, es gibt Schartenfenster, das Schallgeschoß hat Spitzbogenfenster über Schrägwinkel vom Quadrat ins Achteck überleitend, der Turm trägt einen abgesetzten steinernen Pyramidenhelm.
Das Kircheninnere zeigt bedingt durch die verschiedenen Umbauten über Jahrhunderte komplizierte Raumverhältnisse mit unterschiedlichen Raumgrößen und unterschiedlichen Gewölbehöhen und unterschiedlichen Niveaus des Fußbodens und teils die Jocheinteilung ignorierende Wanddurchbrüche.
Das Langhaus als ehemals romanischer Saal ist zweijochig kreuzgratgewölbt mit angeputzten Graten um 1550/1560 ist mit spitzbogigen und rundbogigen Öffnungen zu den Seitenschiffen geöffnet, im Westen befindet sich eine Orgelempore über einem segmentbogigen Tonnengewölbe, die Empore wurde nach Osten mit einem Holzanbau um 1884 erweitert. Der rundbogige romanische Triumphbogen ist zur Langhauserweiterung erhalten. Das südliche Seitenschiff, ehemals eine Kapelle, mit einem zweijochigen Westteil, kreuzgratgewölbt mit angeputzten Graten, hat einen spitzbogigen breit gefasten Triumphbogen, das Ostjoch hat ein verzogenes sekundär verwendetes Kreuzrippengewölbe mit Scheibenschlusssteinen. Das nördliche Seitenschiff ist neben dem romanischen Langhaus zweijochig kreuzgratgewölbt über gekehlten Kämpferleisten, die Grate sind mit profilierten Stuckleisten belegt. Im östlichen Langhausbereich beim ehemaligen Chorquadrat und Turm gibt es ein Kreuzgratgewölbe über reich profilierten Kämpferleisten um 1716/1721. Das Turmerdgeschoß ist tonnengewölbt und hat ein Ausgussbecken aus der ersten Hälfte des 14. Jahrhunderts an der Ostseite. Der rundbogige Triumphbogen zeigt Bandlwerkstuck mit stuckierten Adlern um 1720/1730. Der Chor hat eine gedrückte Korbbogentonne über einem mehrfach profilierten Gesims mit reichem ornamentalen Bandlwerkstuck um 1720/1730. Die hohen Sakristeien in den Chorwinkeln sind kreuzgratgewölbt, die südliche Sakristei hat ein ehemaliges Oratorium über der eingezogenen Flachdecke mit einem barocken Putzschnittfeld.

## Einrichtung
Der Hochaltar ist ein hochbarockes Doppelsäulenretabel auf einem hohen Staffel um 1720/1730. Der Altartisch trägt einen überkuppelten Tabernakel flankiert von Engeln aus dem 18. Jahrhundert. In der muschelbekrönten Mittelnische steht die Statue Mondsichelmadonna aus der Mitte des 17. Jahrhunderts, von der Donau angeschwemmt, seitlich mit schwebenden Engeln. Über dem verkröpften profilierten Gebälk befindet sich ein volutenflankierter engelbesetzter Auszug mit einem gesprengten Volutensims, ebendort mit einem Dreiviertelrelief Gottvater als Weltenrichter und Heiliggeisttaube.
Die Seitenaltäre als Pendants um 1770 zeigen sich im Übergang vom Spätbarock zum Vorklassizismus als flache Wandretabel mit geschweiftem Altartisch, seitlich ausladenden Voluten mit Engeln. Der linke Seitenaltar zeigt das Altarblatt Christus am Kreuz mit Mater Dolorosa und im Auszug ein Relief Auge Gottes. Der rechte Seitenaltar zeigt das Altarblatt Glorie der Heiligen Leonhard und Wendelin als Viehpatrone und im Auszug das Christusmonogramm in einer Gloriole. Der Altar im südlichen Seitenschiff trägt ein barockes Relief Waldmutter im Mariazeller Gnadenbildtypus in einem Tabernakelschrein, darüber befindet sich das Bild Mariä Krönung von F. Trimmel 1949.

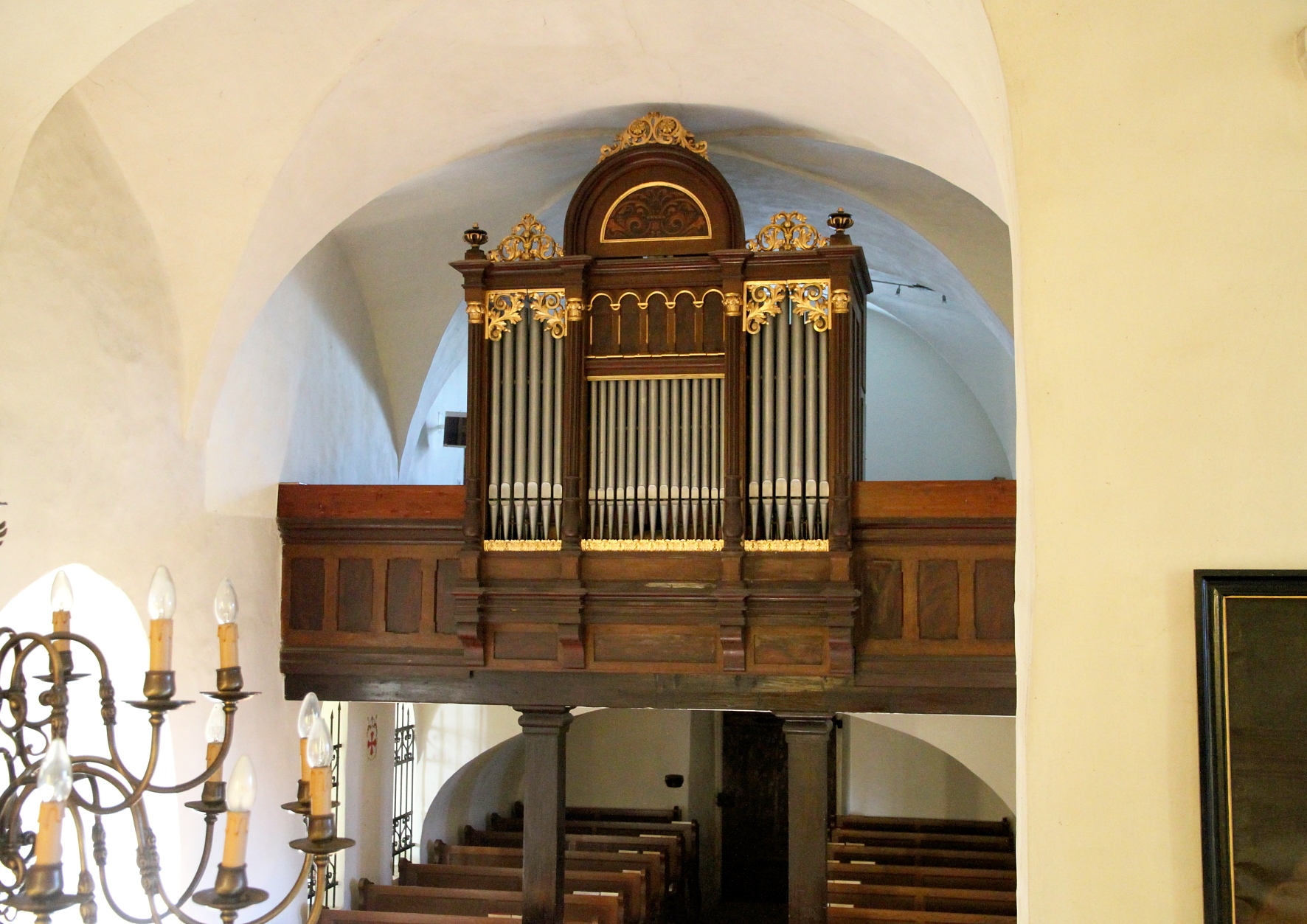
Orgel der Pfarrkirche

Die Kanzel im Rokoko-Stil um 1770 trägt auf dem Schalldeckel eine Volutenspitze mit einem bekrönenden Auge-Gottes-Symbol und Putten.
Die Orgel als Brüstungswerk baute Franz Capek 1884 mit kannelierten Säulen und einem Rundbogenaufsatz.